# Кромер, Мартин
Ма́ртин (Марцин) Кро́мер (пол. Marcin Kromer; 11 ноября 1512, Беч — 23 марта 1589, Лидзбарк-Варминьски) — польский историк и церковный деятель.

## Биография
Окончил Краковскую Академию, затем работал в королевской канцелярии. В 1537—1539 годах учился в Италии, вернулся в 1540 году, получив степень доктора права. Был секретарем архиепископа Петра Гамрата, в качестве его посла в 1543—1544 г. находился в Риме. В дальнейшем в биографии Кромера чередовались периоды церковной деятельности и дипломатической; так, в 1558—1564 годах он был польским представителем при дворе императора Фердинанда I. В 1579 году Кромер был назначен епископом Вармии и оставшиеся 10 лет жизни провел в этой области Польши. Деятельность Кромера на посту епископа значительно способствовала успеху католицизма в Польше на фоне наступления протестантизма со стороны Германии; Кромеру принадлежат полемические сочинения против протестантов.
Среди книг Кромера выделяются два историко-страноведческих труда: «О происхождении и деяниях поляков, в 30 книгах» (лат. «De origine et rebus gestis Polonorum libri XXX»; Базель, 1555, польский перевод 1611) и «Польша, или О расположении, населении, обычаях и управлении Королевства Польского, в двух книгах» (лат. «Polonia sive de situ, populis, moribus, magistratibus et republica Regni poloniae libri duo»; Кёльн, 1577). Кромер также написал и опубликовал анонимно «Правдивую историю печальных приключений финского принца Яна и польской принцессы Катарины» (пол. «Historyja prawdziwa o przygodzie żałosnej książęcia finlandzkiego Jana i królewny polskiej Katarzyny»; 1570), в беллетризованной форме рассказывавшую о браке будущего шведского короля Юхана III и дочери польского короля Сигизмунда Старого Катарины.